# Alex Veadov
Alex Veadov (né le 15 avril 1962) est un acteur américano-russe.

## Biographie
Depuis les années 1980, il a joué dans plusieurs productions télévisuelles et cinématographiques. Il a également prêté sa voix dans plusieurs jeux vidéo. Il interprète souvent des personnages russes.
Alex Veadov est surtout connu pour son rôle de mafieux russe dans le film La nuit nous appartient. Plus récemment, il a joué le rôle de Christo dans le film Act of Valor (2012).

## Filmographie
- 1989 : Terminal Force
- 1995 : (OP Center) (téléfilm)
- 1996 : Contre-attaque (film) (Ging chaat goo si 4: Ji gaan daan yam mo)
- 1996 : Soviet Strike (jeu vidéo), (voix)
- 1997 : Contact
- 1997 : Air Force One
- 1998 : Falling Sky
- 1998 : Sept jours pour agir (série télévisée)
- 1999 : Counter Measures
- 2000 : Soldier of Fortune (jeu vidéo), (voix)
- 2000 : La Famille Delajungle, (Série d'animation), (voix)
- 2000 : JAG (série télévisée)
- 2000 : Treize jours
- 2001 : Stranded
- 2001 : Mon ex, mon coloc et moi (série télévisée)
- 2001 : The Hollywood Sign
- 2002 : Astronauts (téléfilm)
- 2002 : Soldier of Fortune II: Double Helix (jeu vidéo), (voix)
- 2002 : The Shield (série télévisée)
- 2002 : FBI : Portés disparus (série télévisée)
- 2003 : Medal of Honor : Débarquement allié (jeu vidéo), (voix)
- 2003 : Freedom Fighters (jeu vidéo), (voix)
- 2004 : Syphon Filter: The Omega Strain (jeu vidéo), (voix)
- 2004 : Joint Operations: Typhoon Rising (jeu vidéo), (voix)
- 2004 : Call of Duty : Le Jour de gloire (jeu vidéo), (voix)
- 2005 : Neighborhood Watch
- 2005 : Alias (série télévisée, apparaît dans deux épisodes, en 2001 et 2005)
- 2005 : New York Police Blues (série télévisée, apparaît dans deux épisodes)
- 2005 : Conflict: Global Storm (jeu vidéo), (voix)
- 2006 : Secret History of Religion: Doomsday - Book of Revelation (téléfilm)
- 2007 : Tom Clancy's Ghost Recon Advanced Warfighter 2 (jeu vidéo), (voix)
- 2007 : Syphon Filter: Logan's Shadow (jeu vidéo), (voix)
- 2007 : La nuit nous appartient
- 2007 : Tout le monde déteste Chris (série télévisée)
- 2008 : Terminator : Les Chroniques de Sarah Connor (série télévisée)
- 2008 : The Closer : L.A. enquêtes prioritaires (série télévisée)
- 2009 : The Harsh Life of Veronica Lambert
- 2009 : Eugene
- 2009 : Jusqu'en enfer
- 2010 : Svetlana
- 2012 : Act of Valor
- 2013 : The Saratov Approach (en)
- 2014 : The Equalizer
- 2014-2015 : NCIS (série télévisée)